# Anungitea heterospora
Anungitea heterospora är en svampart som beskrevs av P.M. Kirk 1983. Anungitea heterospora ingår i släktet Anungitea och familjen Venturiaceae.   Inga underarter finns listade i Catalogue of Life.